# Autocefalia
In ambito ecclesiastico, autocefalia (in greco αυτοκεφαλία) indica lo statuto giuridico e canonico di una Chiesa (nazionale) che, pur mantenendosi fedele a una determinata Confessione religiosa di antica tradizione (ortodossa, monofisita o miafisita, nestoriana, ecc.) comune ad altre Chiese “sorelle” e alla Chiesa “madre”, ottiene il diritto di amministrarsi in modo indipendente e non solo autonomo. A livello amministrativo, rappresenta lo status di una Chiesa il cui capo, eletto dal relativo Sinodo, non riconosce alcuna autorità di governo ecclesiale al di sopra del proprio ministero.

## Storia
La Chiesa "cattolica", ossia "universale", fondata dagli Apostoli e Discepoli e poi consolidata dai primi Vescovi e Padri durante la fase di massima espansione dell'Impero romano, era dotata di una precisa gerarchia ecclesiale, strutturata secondo l'ordinamento amministrativo romano. Se all'inizio esistevano solo le Eparchie (vescovati), successivamente queste si differenziarono in base alla loro importanza: se solo Sedi cittadine, o invece provinciali o pure diocesane. Col riconoscimento unanime ottenuto a seguito a un Concilio ecumenico o a un Sinodo locale.
Quando un Patriarca di una delle cinque grandi Sedi apostoliche, in cui gradualmente si suddivise la Chiesa romana in età imperiale (la nota Pentarchia), approva o riconosce il distacco di una Provincia ecclesiastica (Metropolia) dalla propria circoscrizione canonica (Patriarcato), ma allo stesso tempo la nuova Chiesa resasi "indipendente" rimane in piena comunione di fede con la gerarchia da cui proviene il proprio Vescovo (Metropolita), in tali condizioni la nuova Chiesa è chiamata autocefala.
Questa struttura organizzativa, nel tempo, si è sviluppata diversamente nella Chiesa orientale (specie di rito bizantino) rispetto alla Chiesa occidentale (di rito latino), tutta unita in un unico Patriarcato apostolico, specialmente dopo la fine dell'Impero romano d'Occidente.

### Chiese orientali
Nella Chiesa orientale, da secoli suddivisa in vari Patriarcati, la questione dell'autonomia e dell'autocefalia è sempre stata molto importante. E lo è ancora oggi per quasi tutte le Chiese ortodosse ed eterodosse, non solo per il disfacimento dei grandi Imperi euro-asiatici e l'indipendenza dei vari Stati nazionali, ma anche per la progressiva disunione dei Patriarcati sovranazionali a favore delle Chiese nazionali (si veda il caso della Chiesa ortodossa ucraina).
Il primo esempio noto è quello della Chiesa di Cipro, che ottenne l'autocefalia dal Patriarcato di Antiochia durante il Concilio di Efeso, così come la Chiesa di Gerusalemme, sia pur nel successivo Concilio di Calcedonia, caso dovuto alla disputa su quale patriarcato doveva rivendicarne la giurisdizione. Dal V secolo d.C. la Chiesa cipriota è guidata da un Metropolita, il quale non è soggetto ad alcuna autorità religiosa nel governo, sebbene la sua Chiesa sia sempre stata in piena comunione di fede con le Chiese ortodosse.
Allo stesso modo nel 927 la Chiesa bulgara, già autonoma, diventa autocefala (come prima Chiesa autocefala nei Balcani riconosciuta da Costantinopoli), seguita dalla Chiesa serba nel 1219. Anche se temporaneamente. Nel 1589 pure la Chiesa ortodossa russa ottiene lo stesso riconoscimento, benché situata al di fuori del territorio appartenuto un tempo all'Impero bizantino. Nel corso del XIX secolo e del XX secolo, varie Chiese balcaniche, come quella greca, albanese e rumena diventano indipendenti dal Patriarcato di Costantinopoli. Sussistono ancora varie comunità ortodosse che, nonostante l'indipendenza politica conseguita dai rispettivi Stati, reclamano l'autocefalia della propria Chiesa, specie dal Patriarcato di Mosca: è il caso delle Comunità ortodosse di Estonia, Lettonia, Ucraina e Bielorussia, situate nel relativo territorio canonico (reale o presunto).
Tra le Chiese eterodosse orientali la Chiesa copta d'Etiopia ottenne l'autocefalia nel 1951 dal Patriarca copto di Alessandria; nel 1993 fu la volta della Chiesa copta d'Eritrea, poi riconosciuta da quella etiope.

#### Filetismo
Il filetismo è la dottrina che sistematizza ciò che è prassi corrente circa i rapporti tra le Chiese ortodosse, che, quasi sempre, possono rivendicare l'autocefalia solo se legate a Stati sovrani, man mano che questi divengono indipendenti. Tale prassi ecclesiologica, pur diffusa e consolidata, non è neppure un articolo di fede ufficialmente professato. Per questo, il Patriarca ecumenico Antimo VI radunò un sinodo a Costantinopoli nel 1872, nel quale venne condannato il filetismo, ossia, per l'appunto, il principio secondo il quale quando una nazione conquista l'indipendenza politica, anche la sua Chiesa (benché autonoma) acquisisce l'autocefalia. Oggi sono varie le Chiese nazionali che hanno chiesto e non ottenuto l'autocefalia dai rispettivi Patriarcati dopo l'indipendenza (pur avendo ricevuto l'autonomia ecclesiale). Per cui oggi tali comunità ortodosse sono in conflitto con il Patriarcato di Costantinopoli o con il Patriarcato di Mosca e, in qualche caso, hanno creato Chiese nazionali considerate scismatiche. La profonda differenza tra filetismo e autocefalia tradizionale è anche che il primo non si basa su una visione territoriale ma etnica che prevede in diversi casi la sovrapposizione in una medesima città e territorio di strutture ecclesiastiche indipendenti e non in comunione tra loro (ad esempio l'esarcato bulgaro tra fine Ottocento e inizio Novecento ebbe propri vescovi in città dove già esisteva un'eparchia del Patriarcato di Costantinopoli, fatto che fece considerarare scismatica la Chiesa bulgara).
Il Patriarcato di Costantinopoli a partire dal XX secolo rivendica la possibilità di concedere l'autocefalia a sua discrezione ma la maggioranza delle Chiese ortodosse, a partire da quella russa, difende la tradizionale visione per cui solo uno Stato con un'autorità di diritto divino (quindi in pratica solo un determinato tipo di monarchia) può richiederla ricordando i casi serbo (la Serbia antica o Rascia era indipendente da secoli ma solo dopo il riconoscimento del titolo regio nel 1217 ottenne l'autocefalia nel 1219), bulgaro (esisteva già un khanato bulgaro ma solo quando Simeone I il Grande divenne zar fu riconosciuto il patriarcato bulgaro nel X secolo) e altri, ricordando invece che, per esempio, la Russia e la Romania non furono autocefale nel Medioevo per essere formate da "semplici" principati (la Romania ebbe l'autocefalia solo a fine Ottocento dopo la creazione del Regno di Romania). Poiché attualmente (cioè dal giugno 1973 quando il regime dei colonnelli depose Costantino II di Grecia) non ci sono più al potere monarchie ortodosse i confini, per Mosca e altre Chiese ortodosse, dovrebbero essere considerati fissi almeno nei territori storici "canonici", salvo eventualmente concedere autonomie (ma non indipendenza) alle Chiese locali (come il Patriarcato di Mosca ha fatto in Bielorussia, Ucraina, Estonia, etc.) o ripristinare statuti di autocefalia già esistiti (il caso della Chiesa ortodossa georgiana che nel 1917 rivendicò la sua indipendenza per averla avuta prima dell'annessione all'Impero russo nell'Ottocento, autocefalia riconosciuta da Mosca peraltro solo nel 1943, o più recentemente il caso della Chiesa ortodossa macedone perché considerata erede dell'antico arcivescovato di Ocrida).

### Chiesa occidentale
Nella Chiesa occidentale o latina, tutta unita intorno all'unica sede patriarcale di Roma, non c'è neppure stata richiesta, da parte dei sinodi regionali o nazionali, di ottenere l'autocefalia, che peraltro non avrebbe mai potuto realizzarsi, salvo scisma e scomunica (la Chiesa inglese non l'ha chiesto ma è stata obbligata dalla Corona). Ma, anche se il gallicanesimo in Francia, o movimenti simili in altre Nazioni cattoliche, ha criticato a più riprese il primato papale, specialmente in ordine alla nomina dei Vescovi nazionali, in realtà tali polemiche non hanno mai costituito una seria minaccia per l'unità della Chiesa cattolica. Nemmeno durante i Concili di Costanza e Basilea, ove le nazionalità ebbero la loro importanza. In base all'insegnamento della tradizione cattolica (come di quella ortodossa) tale diritto spetta esclusivamente alla sede apostolica di Roma, di cui è Vescovo il Papa, successore dell'Apostolo Pietro, Pontefice massimo dell'Impero e Patriarca dell'Occidente romano. Anche se nella pratica, tramite concordati, la nomina dei vescovi e metropoliti (come del relativo primate) è stata spesso lasciata ai vari re cristianissimi, cattolici od apostolici, ecc.. Una eccezione fu il riconoscimento dell'autocefalia alla Chiesa di Ravenna da parte dell'Imperatore d'Oriente durante il periodo esarcale (666), pur sempre contrastata da Roma, che successivamente (681) ne ottenne la revoca.
Storicamente però si parla dell’autocefalia più in riferimento alle antiche Chiese orientali (Patriarcati di Alessandria, Antiochia, Gerusalemme, Costantinopoli e Arcivescovato di Cipro). Altre Chiese, con il tempo, si resero indipendenti, dopo i primi concili ecumenici, separandosi dai Patriarcati d’Oriente e da Roma per ragioni dogmatiche o disciplinari (per es. le Chiese nestoriane di Mesopotamia e Persia o quelle monofisite d’Egitto e Siria, o d'Armenia), oppure divenendo tali in base al principio giuridico bizantino che fa coincidere la Chiesa con lo Stato sovrano, (come le Chiese slave di Bulgaria, Serbia e Russia). Riguardo alle Chiese orientali, ove vige tale usanza, Roma è sempre stata favorevole alla loro autonomia, per nazionalità o per rito, e spesso anche per l'autocefalia.

## Differenza tra autocefalia e autonomia
Comunemente autocefalo viene tradotto con autogoverno, ma in realtà significa "con un proprio capo". Kephalé significa, infatti, "testa, capo" in greco antico. Invece autonomo significa "con una propria legislazione". Il vocabolo greco nomos corrisponde, infatti, a legge. Dunque, l'autocefalia implica un'indipendenza maggiore rispetto all'autonomia ecclesiale, che, in ambito ortodosso, coincide con lo status di alcune Chiese "nazionali" o "locali" ancora dipendenti da un Patriarcato, ma in possesso di un maggiore potere decisionale e con il proprio vertice auto-eletto, non più scelto e nominato dal Patriarca.
Il concetto omologo nella ecclesiologia cattolica è la giurisdizione riconosciuta ai vertici della "Chiesa metropolitana sui iuris" (giurisdizione valida per le Chiese cattoliche di rito orientale), che, per l'appunto, implica un'autonomia piuttosto che un'autocefalia, come sopra precisato, a ragione dell'esercizio del Primato patriarcale e papale di Roma nella Chiesa cattolica. Peraltro, anche in Occidente le comunità cattoliche legate alle moderne Nazioni si avvalgono di una certa autonomia o, almeno, la rivendicano (è il caso della Chiesa tedesca). All'interno di molte Nazioni cattoliche (oltre alla Conferenza episcopale nazionale) c'è ancora il Primate, titolo che un tempo in Europa corrispondeva, per certi aspetti, al Metropolita della Chiesa metropolitana sui iuris, tipico delle comunità cattoliche di rito orientale. E che tuttora corrisponde all'Esarca delle Chiese ortodosse autonome.